# Maria Sotskova
Maria Romanovna Sotskova (Russisch: Мария Романовна Сотскова) (Reutov, 12 april 2000) is een Russisch voormalig kunstschaatsster. Ze nam onder olympische vlag deel aan de Olympische Winterspelen 2018 in Pyeongchang.

## Biografie
Sotskova begon op vierjarige leeftijd met kunstschaatsen. Als jong meisje deed ze ook aan turnen, maar ze stopte hiermee nadat haar coach aangaf dat ze een keuze moest maken. In het seizoen 2012/13 eindigde ze als derde op de NK junioren. Ze mocht het jaar erop deelnemen aan de Junior Grand Prix-wedstrijden en behaalde genoeg punten om aan de finale mee te kunnen doen. Hier versloeg ze landgenoten Serafima Sachanovitsj en Jevgenia Medvedeva en won ze de gouden medaille. Nadat ze zilver veroverde op de NK junioren werd ze afgevaardigd naar de WK junioren 2014. Vanwege een blessure moest Sotskova echter voortijdig afhaken; Medvedeva nam haar plaats in. Op de WK junioren 2015 werd Sotskova vijfde. Haar doorbraak volgde in het seizoen 2015/16.
Eerst won ze de zilveren medaille bij de Junior Grand Prix-finale, gevolgd door eveneens zilver op het NK junioren. In februari 2016 vertegenwoordigde ze Rusland op de Olympische Jeugdwinterspelen in Lillehammer en won ook hier de zilveren medaille, achter landgenote Polina Tsoerskaja. Op de WK junioren 2016 veroverde ze het vierde zilver. In 2016/17 maakte ze de overstap naar de senioren. Met haar derde plaats bij de NK senioren mocht ze deelnemen aan de EK en WK. Bij de EK 2017 werd ze vierde. Het jaar erop herhaalde Sotskova deze prestatie en won ze zilver bij zowel de Grand Prix-finale als de nationale kampioenschappen. Vlak erna werd ze, met Medvedeva en Alina Zagitova, geselecteerd om deel te nemen aan de Olympische Winterspelen in Pyeongchang.
Sotskova beëindigde in 2020 haar sportieve carrière.

## Persoonlijke records
Behaald tijdens ISU wedstrijden. 
|                     | punten | datum      | toernooi  |
| ------------------- | ------ | ---------- | --------- |
| Hoogste totaalscore | 216.28 | 09-12-2017 | GP-finale |
| Hoogste korte kür   | 074.00 | 08-12-2017 | GP-finale |
| Hoogste lange kür   | 142.28 | 09-12-2017 | GP-finale |

## Belangrijke resultaten
| Kampioenschap            | 12/13 | 13/14  | 14/15  | 15/16  | 16/17         | 17/18         | 18/19         | 19/20         |
| ------------------------ | ----- | ------ | ------ | ------ | ------------- | ------------- | ------------- | ------------- |
| Olympische Spelen        |       |        |        |        |               | 8e            |               |               |
| Wereldkampioenschap      |       |        |        |        | 8e            | 8e            |               |               |
| Europees kampioenschap   |       |        |        |        | 4e            | 4e            |               |               |
| Grand Prix-finale        |       |        |        |        | 5e            | Zilver        |               |               |
| Nationaal kampioenschap  |       |        | 6e     | 5e     | Brons         | Zilver        | 16e           | t.z.t.        |
| Olympische Jeugdspelen   |       |        |        | Zilver | geen deelname | geen deelname | geen deelname | geen deelname |
| WK junioren              |       | t.z.t. | 5e     | Zilver | geen deelname | geen deelname | geen deelname | geen deelname |
| Junior Grand Prix-finale |       | Goud   | 4e     | Zilver | geen deelname | geen deelname | geen deelname | geen deelname |
| NK junioren              | Brons | Zilver | Zilver | Zilver | geen deelname | geen deelname | geen deelname | geen deelname |

t.z.t. = trok zich terug